# Јеврем Ценић
Јеврем Р. Ценић (1906—1970) био је истакнути занатлија, опанчар из Прокупља. Занат је изучио код опанчарског мајстора Борисава Декића (19191—922). Еснафско писмо, радећи као калфа код Борисава Декића (19221—929), стекао је 1929. године и наставио код њега да ради као занатски радник све до краја 1930. године. Самостално је отворио опанчарску радњу 1930. године.
Фебруара и марта 1926. године обновљен је рад пододбора занатских радника у Прокупљу. Био је изабран за благајника у пододбору радника Кожарско-прерађивачке струке. Учествовао је у раду Занатске задруге. Војску је служио 1928. године у другом пешадијском пуку "Књаз Михајло" у Земуну. Оженио се 1932. године. Од стране управе Занатског удружења био је одређен да учествује у припреми концерта Певачког друштва нишких занатлија у Прокупљу 4. марта 1934. године. Посредством Занатске коморе у Београду, удружење занатлија у Прокупљу изабрало га је за заменика у месном бирачком одбору, уочи политичких посланичких избора, 1935. године. Био је члан испитних комисија за полагање помоћничких испита 1939. године.
Прве идеје о социјализму стекао је у опанчарској радњи Декића. Године 1942. године боравио осам дана у Београду код сестре и зета. Прикључио се НОП-у. Отеран је на принудни рад у Борски рудник 1943. године. Његов нешто млађи брат од стрица Благоје Ценић, опанчарски радник као борац Видовачке паризанске чете, погинуо је априла 1942. године на Ргањском вису. Јеврем Ценић је учествовао у формирању Опанчарско-прерађивачке задруге и на раду провео од 1. октобра 1945 до 1. маја 1952. настојећи да своје знање пренесе младима. Године 1950. био је потпредседник управног одбора Среске занатлијске задруге. Опанчарску радњу је затворио 1945. године.